# Városszalónak
Városszalónak (németül Stadtschlaining) város Ausztriában, Burgenland tartományban, a Felsőőri járásban.

## Fekvése
Felsőőrtől 7 km-re északkeletre fekszik.

## Története
A régészeti leletek tanúsága szerint területén már a kőkorszakban éltek emberek. A városhoz tartozó Felsőkethely mocsaras határában az i. e. 4000 körüli időből származó, a lengyeli kultúrához köthető agyagedényeket tűzkőeszközöket, égetett agyagtárgyakat találtak. Drumoly határából az i. e. 1600 körüli időre, a középső bronzkorra datálható amfóratöredékek kerültek elő, melyek a közeli velem-szentvidi antimonbronz tárgyakkal mutatnak rokonságot. Számos a latén kultúrához köthető vaskori cseréptöredék került elő a Tauchenbach völgyéből is az i. e. 2. századból. Ebben a korban már intenzív vasércbányászat folyt a Drumoly és Ószalónak közötti hegyekben.
A Várvidék legismertebb római emlékei közt tartják számon azokat római sírköveket, melyek a felsőkethelyi katolikus templom falába vannak befalazva és a 150-160 közötti időre keltezhetők. Ószalónak határából római cserép- és oszlop töredékek kerültek elő. További, az észak-pannóniai típusú halomsírokhoz tartozó halomsírok és cseréptöredékek találhatók Drumoly és Góborfalva közelében.
Szalónak várát 1271-ben "castrum Zlolymuk" néven említik először Przemysl Ottokár oklevelében. 1273-ban "castrum Zlaunuk", 1274-ben "castro Zolonouk", 1289-ben "Sliunic", 1371-ben "Zalonuk", 1401-ben "Salonak", 1406-ban "Zalonok", 1430-ban "Zolonak" néven említik az oklevele. A 15. század közepétől megjelenik a név német változata is. 1443-ban "Slening", 1446-ban "Slenygk", 1451-ben "Slanyk", 1461-ben "Zolionok", 1464-ben "Slwanig", 1522-ben "Schläning", 1528-ban "Schlaning" alakban.
A Fehér-patak völgyében emelkedő sziklára a Ják nemzetség birtokán a 13. században épült vár. 1271-től a Kőszegieké volt, akik ekkor Ottokár cseh királytól kapták tíz másik várral együtt. 1289-ben Albert osztrák herceg foglalta el, 1327 után került királyi kézbe. 1342-ben a Kanizsai család birtoka lett, de 1371-ben már újra a királyé. 1397-ben Luxemburgi Zsigmond király a pecöli Zakka Miklósnak és sógorának oroszvári Tompek Györgynek adta zálogba, majd 1401-ben Tompek Györgynek és Jánosnak ajándékozta. 1445-ben III. Frigyes foglalta el és 1446-ban kapitányának, Baumkirchner Andrásnak adta zálogbirtokul. Ő kezdte el építtetni a plébániatemplomot és a pálos kolostort. A település 1463-ban Hunyadi Mátyástól vásártartási jogot és vámmentességet kapott, kiváltságait később II. Ulászló és I. Ferdinánd is megerősítette. Ekkor kezdtek megépülni tornyokkal erősített városfalai is. 1471-ben Szalónak uradalmához 30 falu tartozott. 1482-ben az uradalmát Baumkirchner András fiai Vilmos és György vásárolták meg, majd 1490-ben a rohonci uradalmat is megvették. 1515-ben Szalónakon 19 kézműves család élt. 1527-ben I. Ferdinánd király a rohonci és szalónaki uradalmakat Batthyány Ferencnek adta és ettől fogva a Batthyány család birtoka volt. 1529-ben és 1532-ben török támadás érte, 1605-ben Bocskai hadai pusztították. A 15. században pompásan kiépített erődítmény az 1574-es átépítéssel nyerte el mai formáját.
Elővárosáról 1576-ban tesznek először említést, 1648-ban már 31 ház állt itt. 1580 körül lakói a reformáció hatására áttértek az evangélikus hitre. 1648-ban Szalónak osztrák zálogból visszakerült Magyarországhoz. 1652-ben egy tűzvészben az egész város leégett. 1670-ben Alsó-Ausztriából számos zsidó család telepedett le itt. 1698-ban már 55 volt a zsidó családok száma. 1705-ben Vak Bottyán ide szorította be a szentgotthárdi csatában vereséget szenvedett Hannibal Heistert. 1715-ben Batthyány Zsigmond földet bocsátott a zsidók rendelkezésére, hogy azon zsinagógát építsenek. A 19. század elején alapított zsidó népiskola 1855-ben háromosztályosra bővült. A három városkaput 1875-ben bontották le, a városfalak maradványai még ma is láthatók. Határában a Fehér-patak völgyében andezitet, kalkopiritet bányásztak. 1742-ben 35 kézműves családot számláltak. 1765-ben az urbárium szerint 139 uradalmi alattvaló élt itt, közülük 63 paraszt, 65 zsellér és 11 ház nélküli volt. 1787-ben 103, 1828-ban 146, 1880-ban 185 ház állt Szalónakon. 1842-ben gróf Batthyány Lajos új majort létesített itt. 1869-ben megnyílott a helyi postahivatal. 1882-ben megalapították a „Város-Szalónaki Takarék-pénztar Részvénytársaságot”. 1888-ban megépült szombathely–pinkafői vasútvonal elkerülte a várost. 1889-ben megalakult a helyi önkéntes tűzoltóegylet.
1910-ben 3121 lakosa volt, melyből 2880 német, 122 magyar, 72 horvát, 48 egyéb nemzetiségű. 1913-ban megalapították a Városszalónaki Általános Takarékpénztárat. A trianoni békeszerződésig Vas vármegye Felsőőri járásához tartozott. 1958-ban megépült a helyi vízvezeték hálózat. Az új népiskola és főiskola épülete 1968-ban készült el. 1988-ban megépült a Várszálloda. 1991. október 1-jén Városszalónak városi rangot kapott. A 20. század végén Városszalónakon alakult meg az Európai Béke Egyetem (EPU) és Békefenntartó-képző Központ. A várban pedig az Európai Békemúzeum került berendezésre. Az egyetem soknemzetiségű diákságát fogadja a modern Haus International. A régi zsinagógában pedig az egyetem könyvtára kapott helyet.

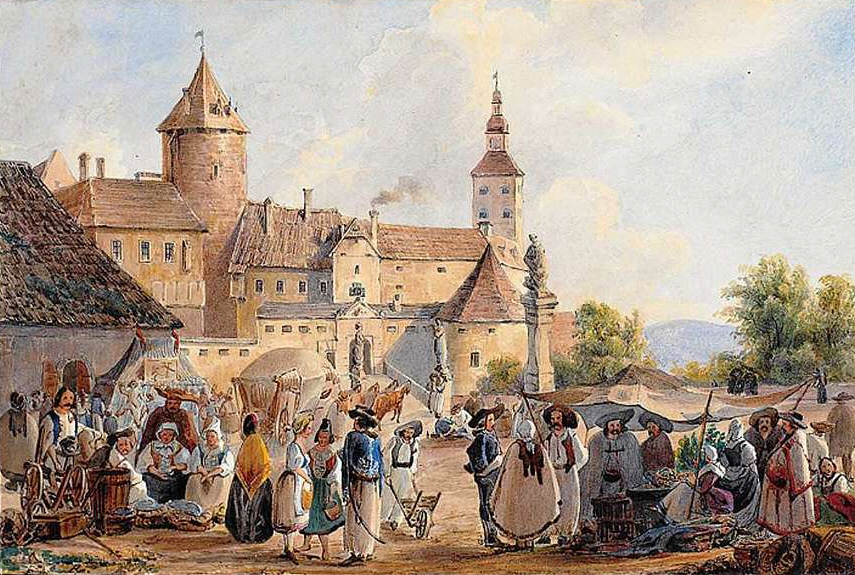
Carl Reiner: Szalónak vára

2001-ben 2093 lakosából 1962 német, 32 horvát, 28 magyar, 71 egyéb nemzetiségű volt.

## Nevezetességei
- Szalónak vára 1240 körül épült. 1289-ben a németújvári viszály során valószínűleg súlyosan megsérült, de a Tompek család újjáépíttette. 1450 körül Baumkirchner András és utódai bővítették és megerősítették. 1648–49-ben Batthyány Ádám nagy borospincét, magtárat és új várkaput építtetett hozzá. Ekkor építették a vár lovagtermét is. A várkápolna 1713-ban épült, főoltára 1750-ben készült. A várhoz vezető híd szobrait 1752-ben Johannes Piringer készítette.
- Szent József tiszteletére szentelt plébániatemploma 1464 és 1470 között épült. A 15. század végétől a pálosok kolostorának temploma volt. A templomot és a kolostort Baumkirchner András várúr építtette. A 16. században a reformátusoké volt, akiktől 1640-ben vették vissza a katolikusok. A Rákóczi-szabadságharc alatt 1704 és 1709 között súlyosan megsérült. 1732 és 1779 között barokk stílusban építették át, tornyát 1878-ban építették. 1978-ban és 1988-ban renoválták. A templom mellett álló két házban az 1458-ban, Salánki Ágoston idejében alapított pálos kolostor romjai láthatók. A kolostort 1550-ben hagyták el a pálos szerzetesek. A régi temető fölé 1820-ban a plébániát építették, melyet 1976-ban bontottak le.

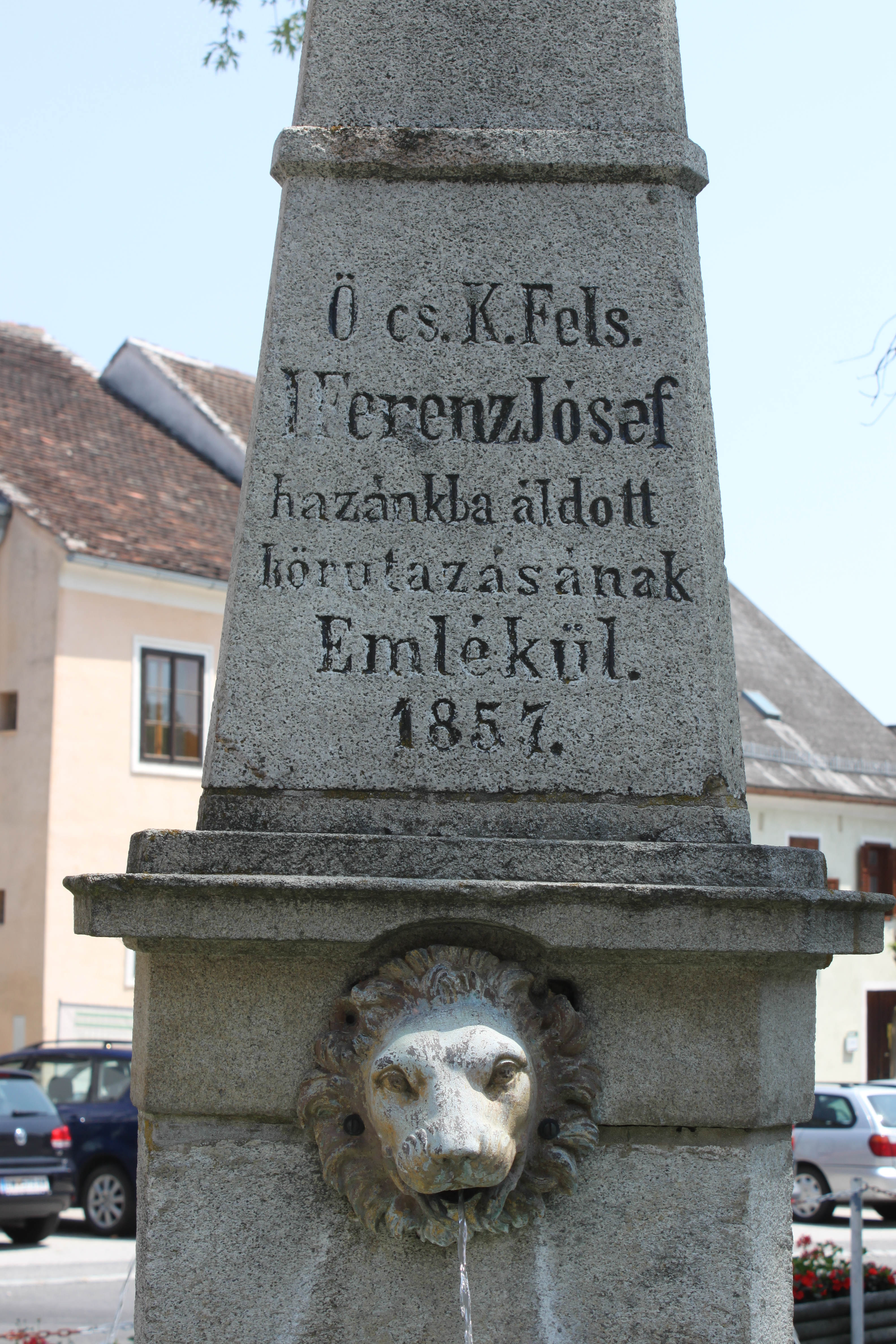
A városi díszkút magyar felirata

- A Szent Rozália-kápolnát az 1713-as pestis emlékére építették.
- Evangélikus temploma 1782 és 1796 között épült. Tornyot 1846-ban építettek hozzá.
- A városi díszkút az 1857. évi császári látogatás emlékére épült.
- Zsinagógáját 1800-ban építették, 1864-ben átépítették és renoválták. 1989 óta könyvtár működik benne.
- Városfalai a 15. században épültek, részben ma is állnak.
- A városháza épülete a 19. században épült, egykor polgárház volt, melyet 1945 után vásárolt meg a város.
- A Főteret 17. századi árkádos polgárházak szegélyezik.
- Góborfalva evangélikus temploma 13. századi eredetű. 1959-ben a renováláskor kora gótikus falfestmények kerültek elő.
- Felsőkethely római katolikus temploma szintén 13. századi eredetű.

## Képek

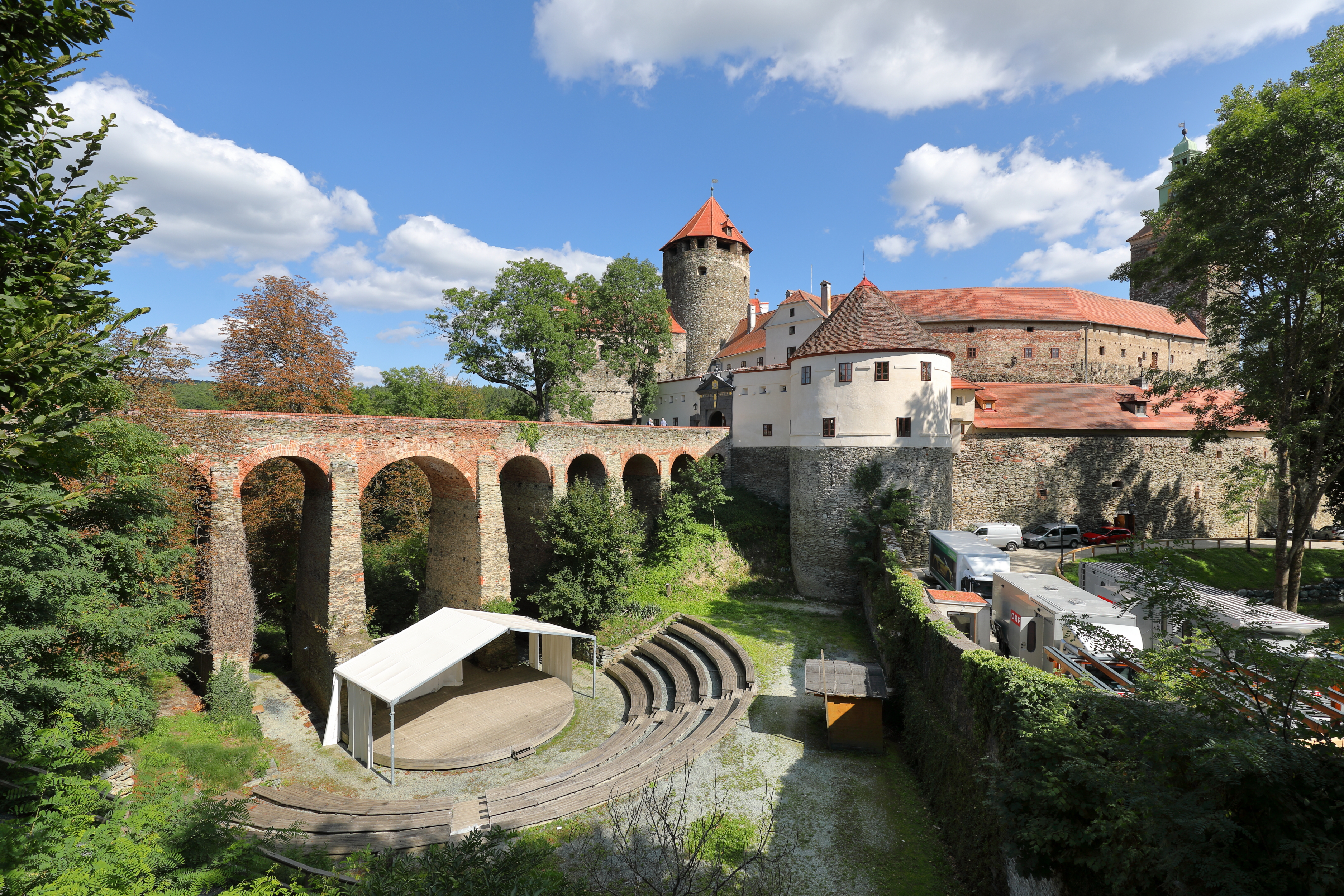
Várárok
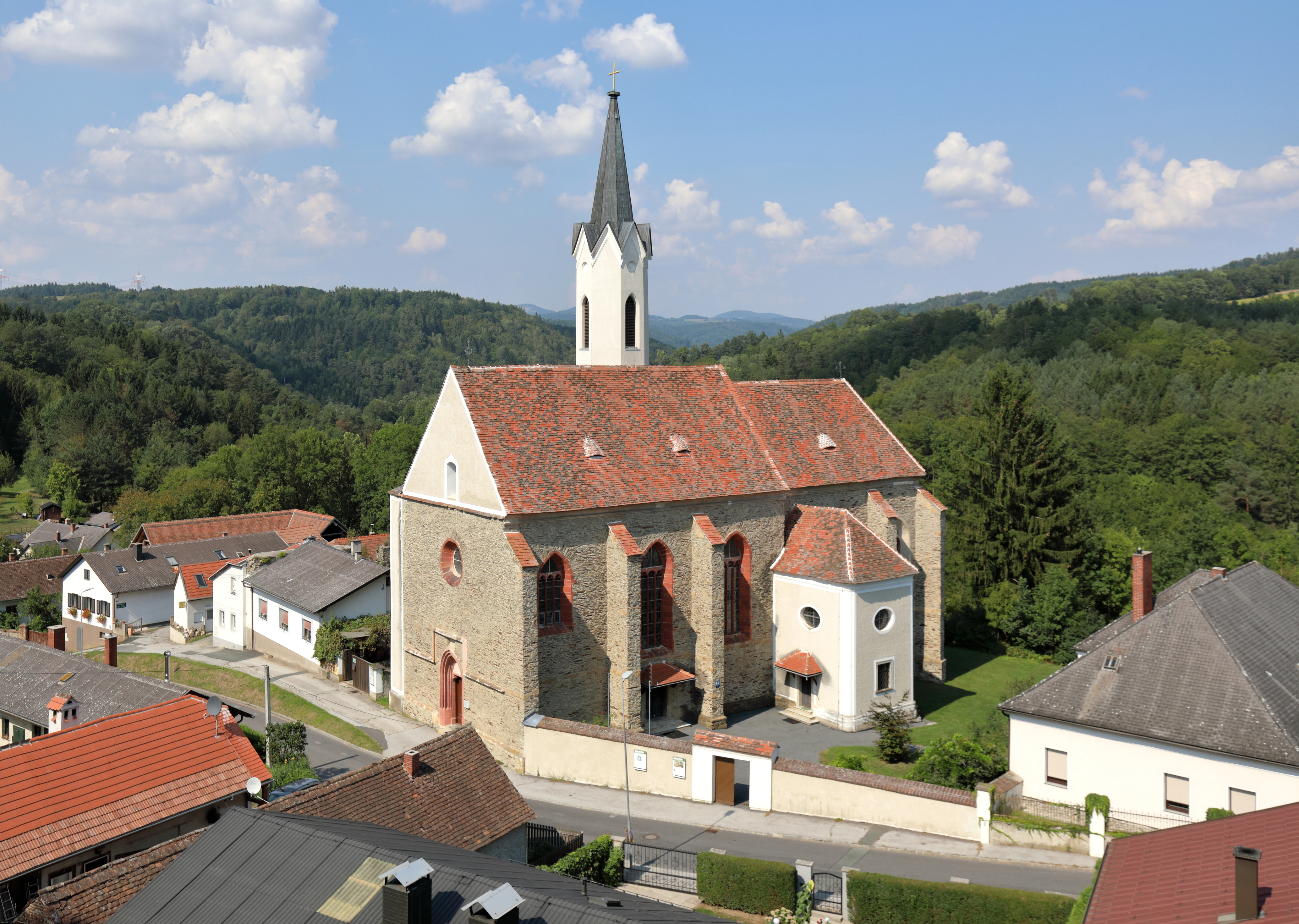
Katolikus plébániatemplom
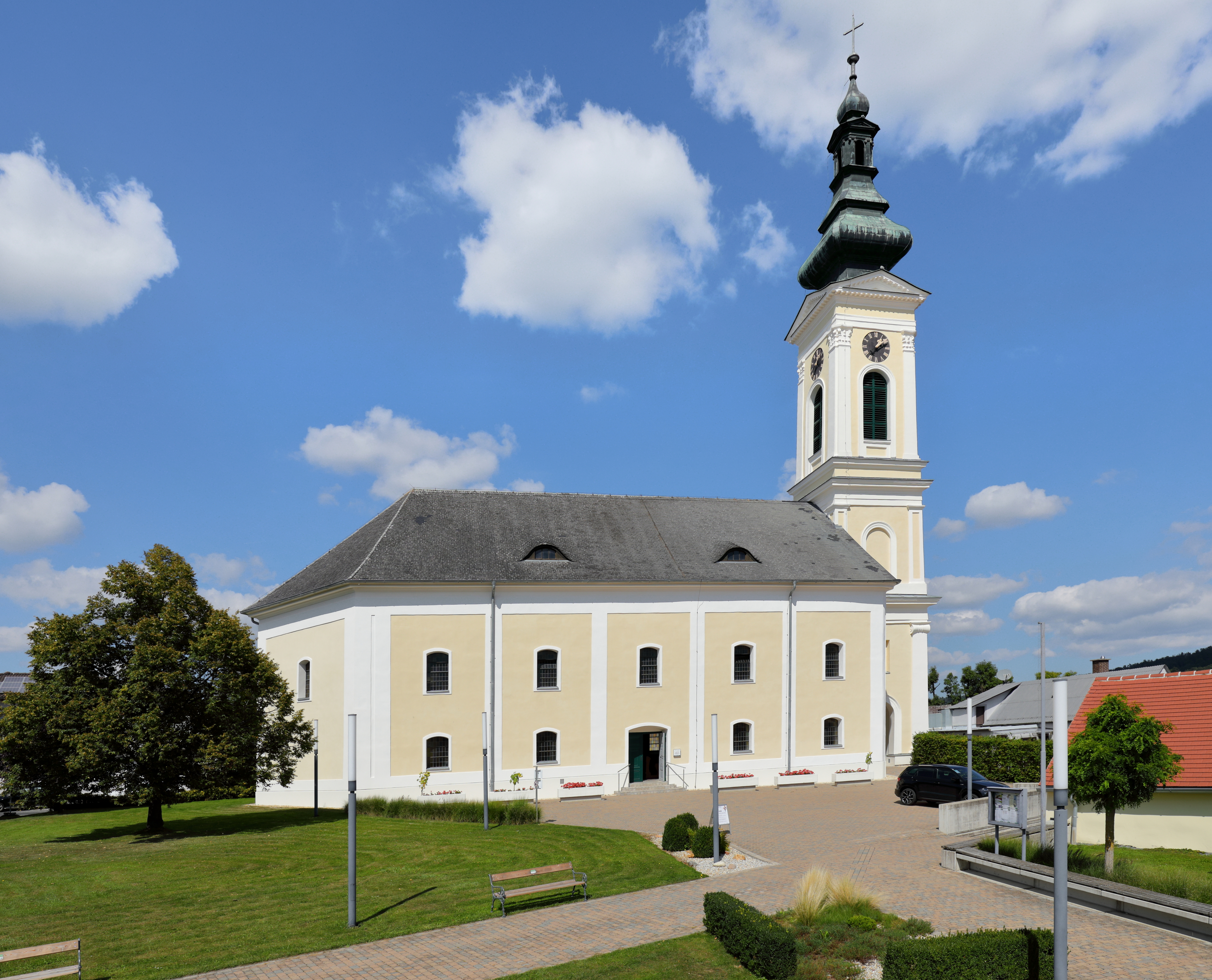
Evangélikus templom
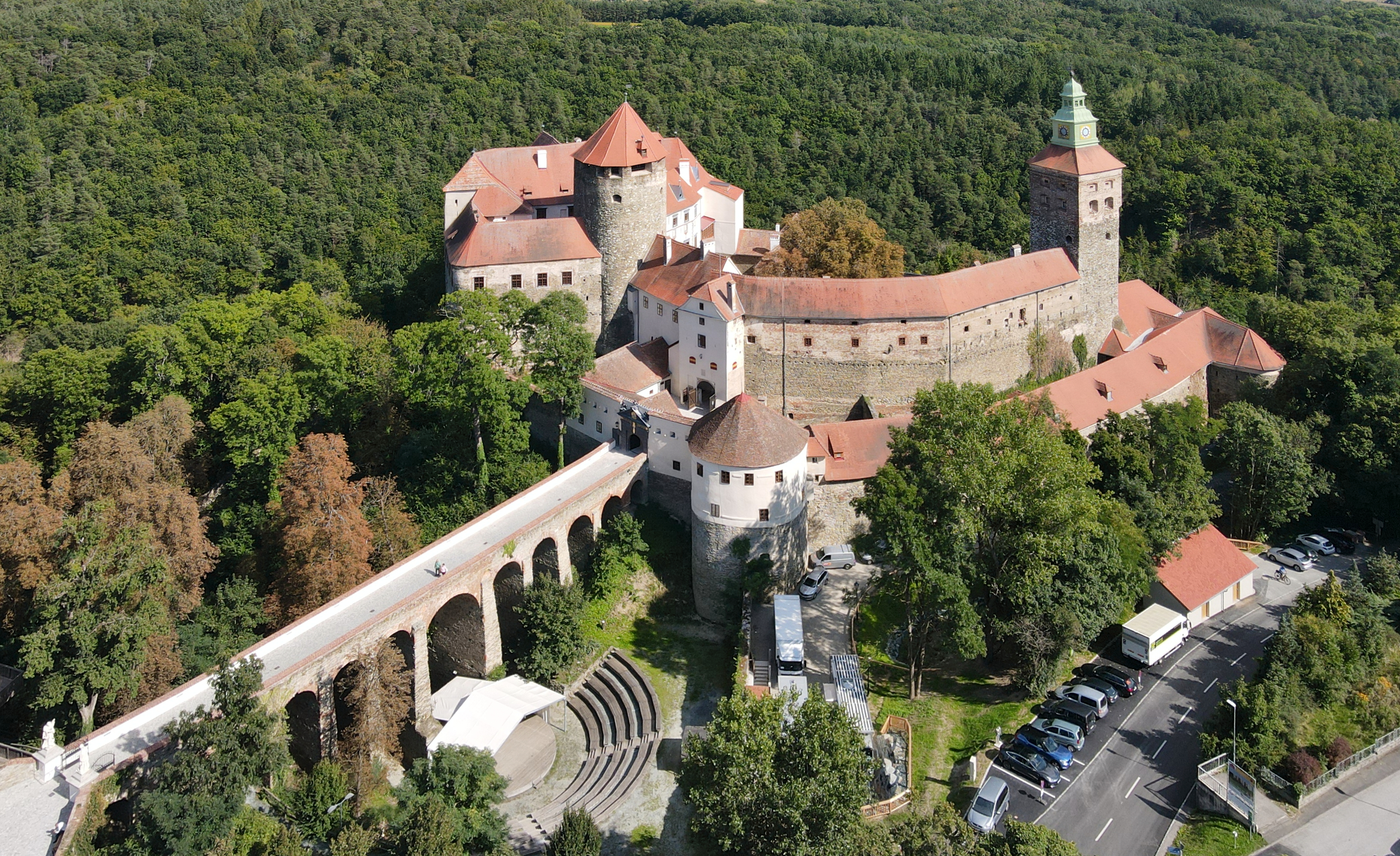
A vár
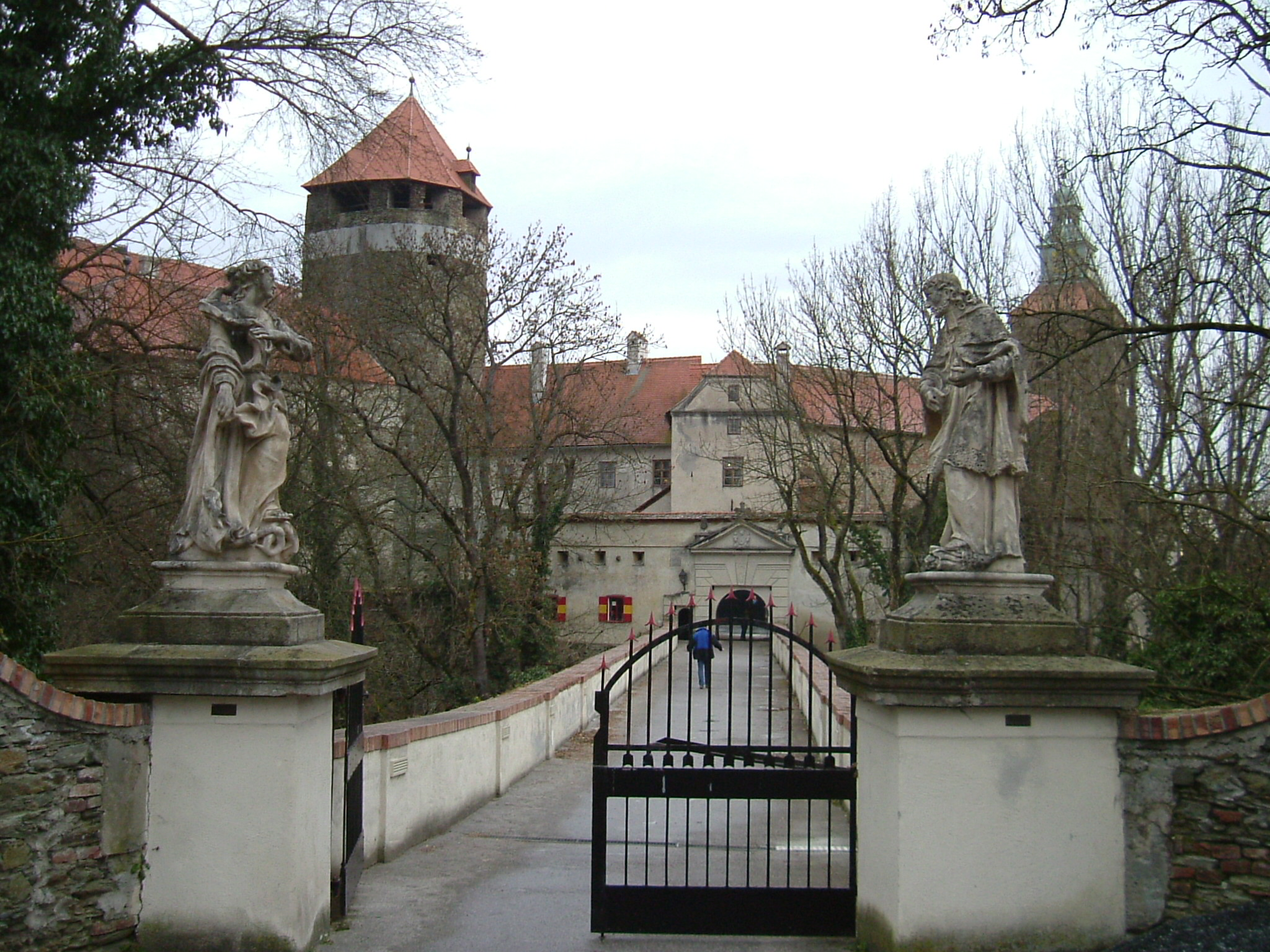
A várkapu
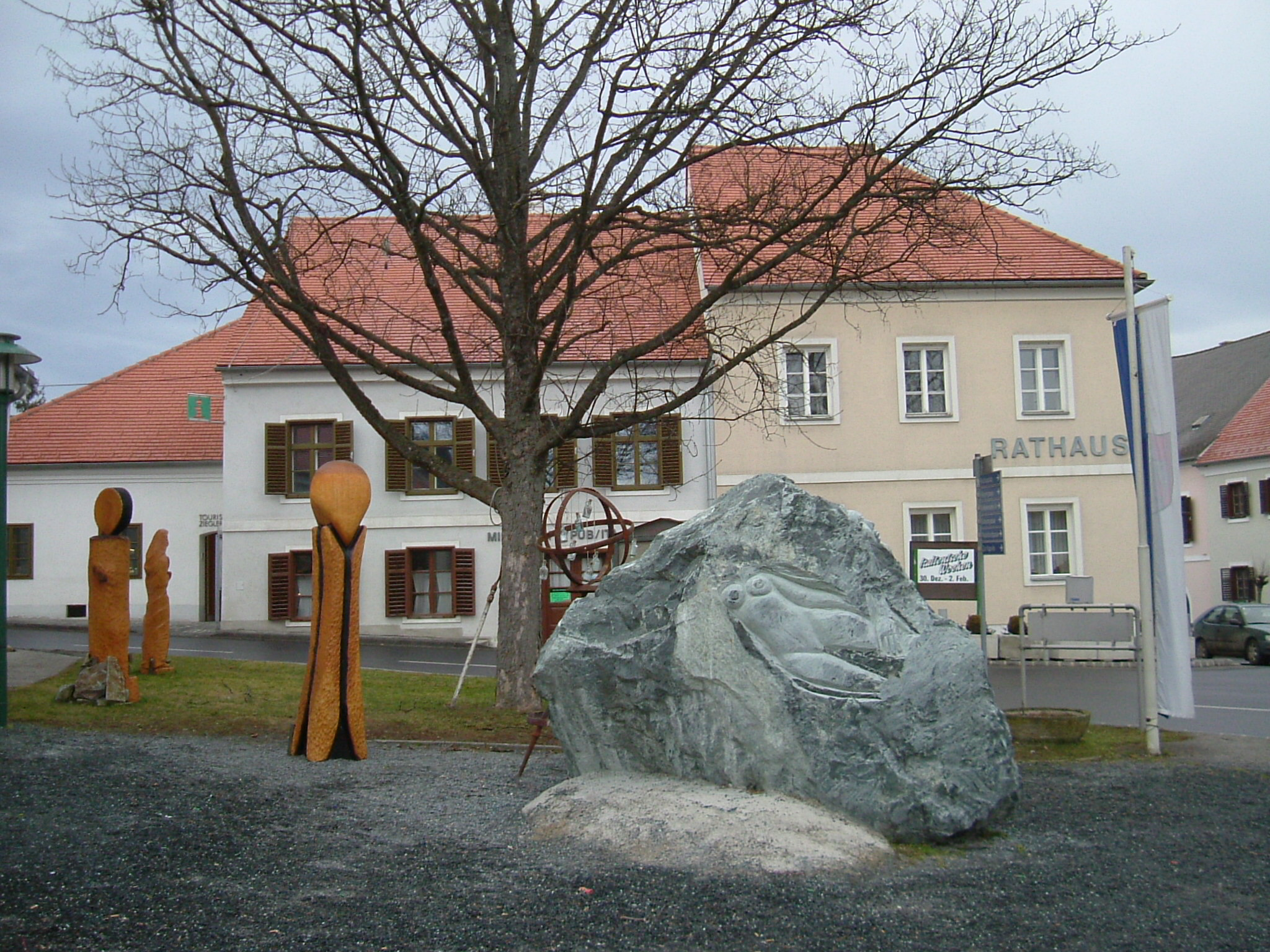
Városháza
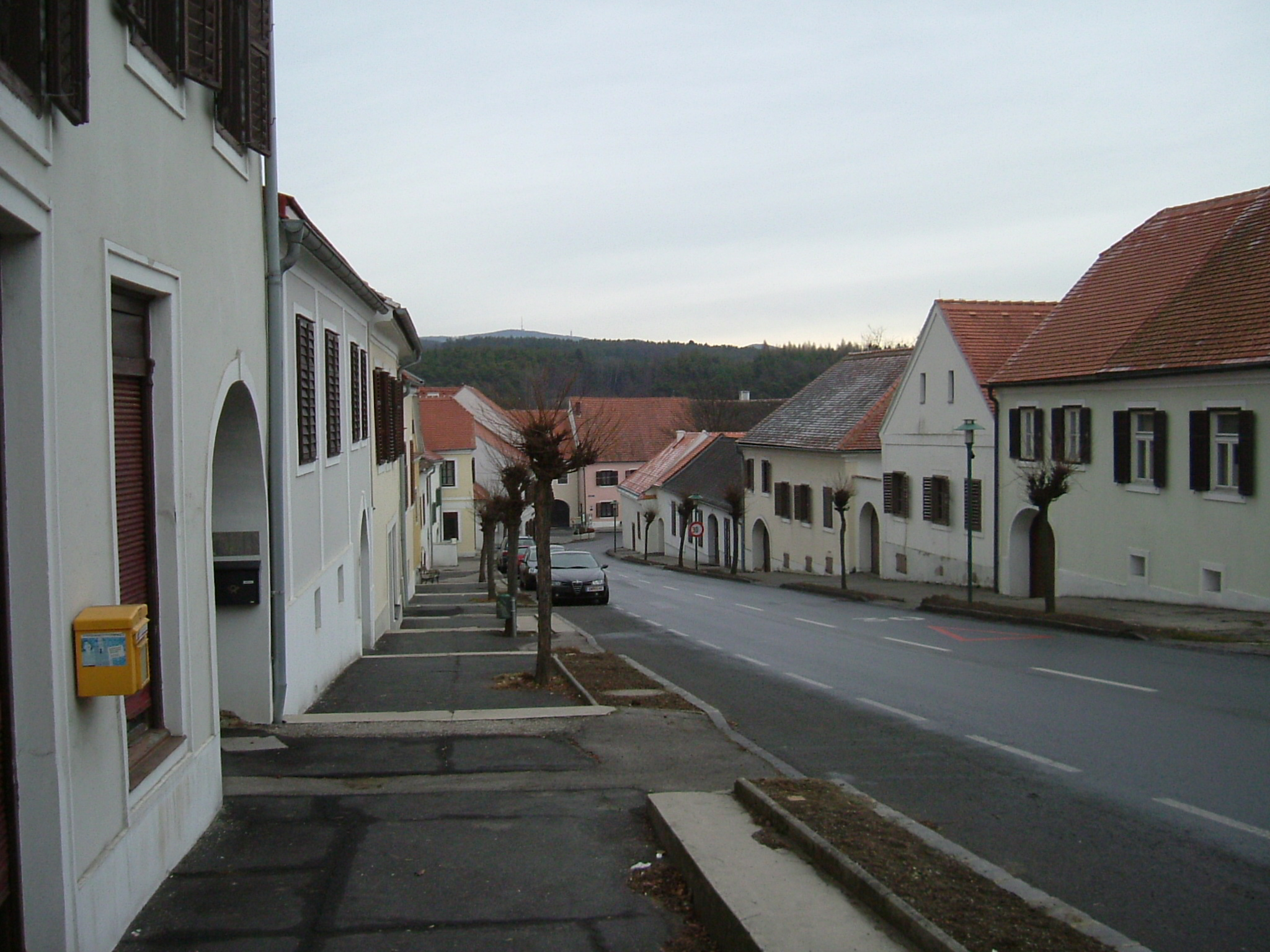
Régi házak
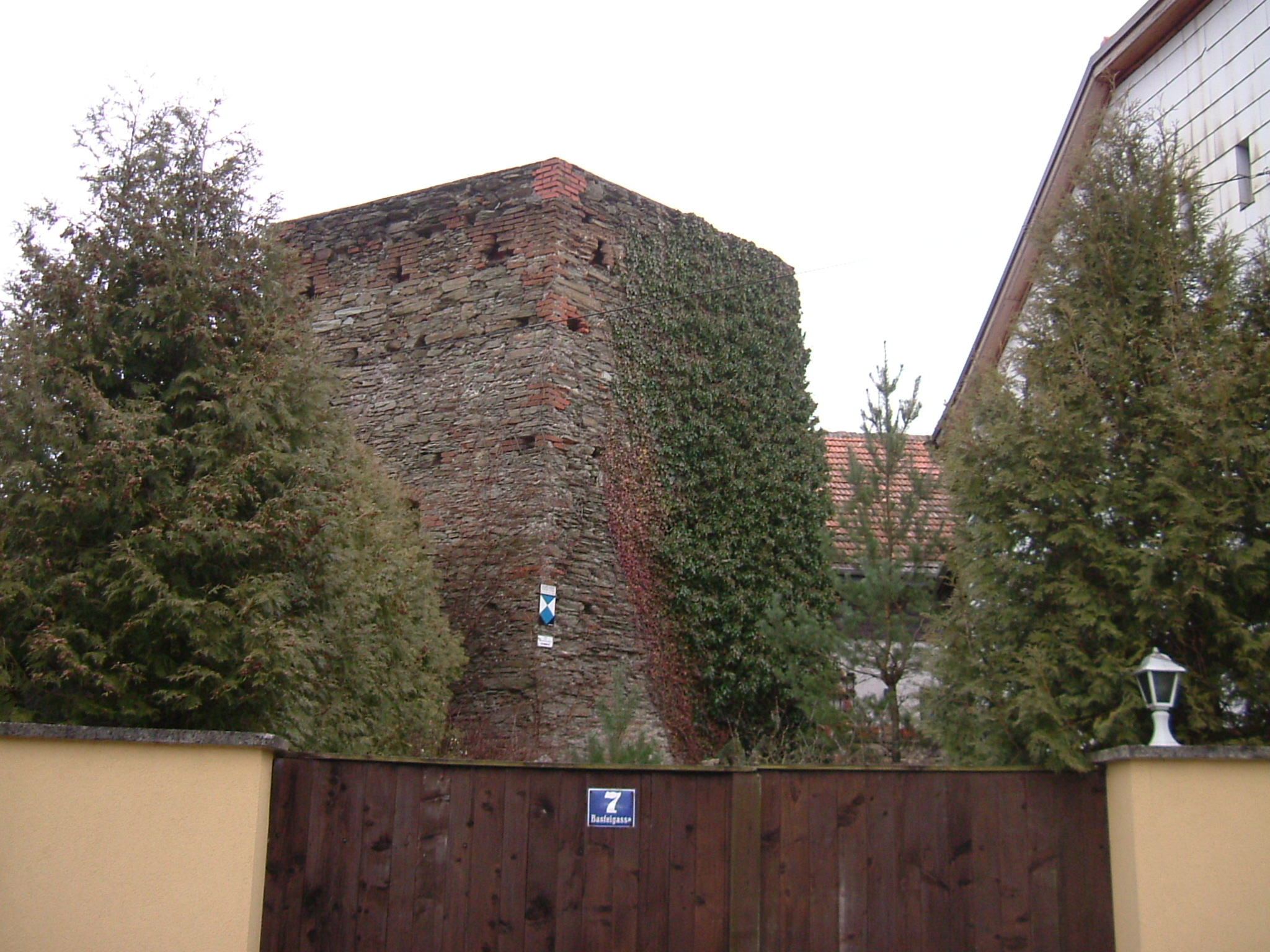
Városfal egy kertben
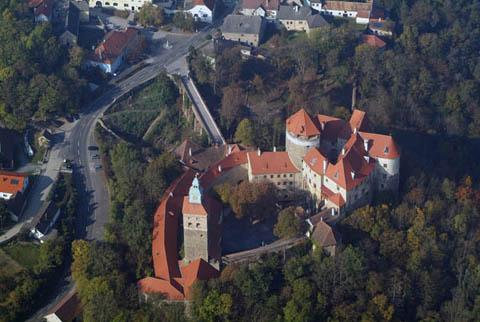
A vár a levegőből
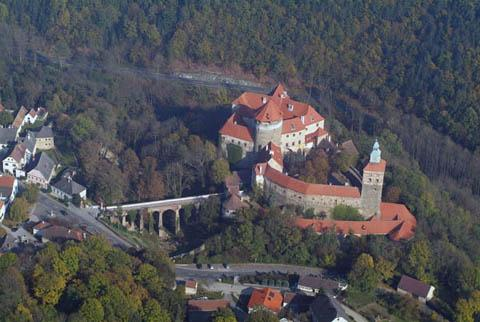
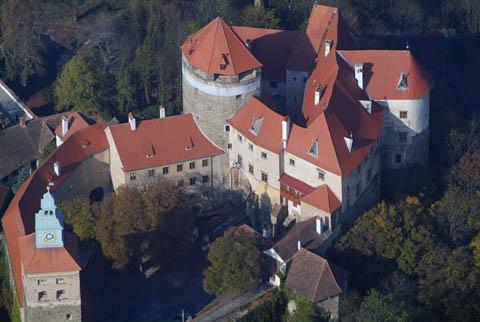
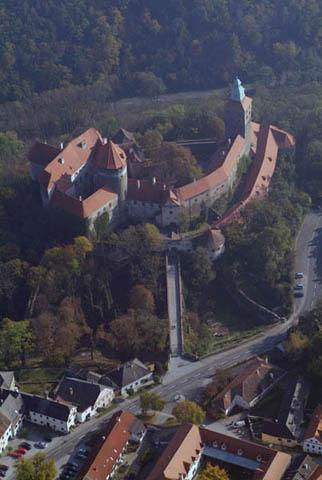

## Külső hivatkozások
- Hivatalos oldal
- Európai Béke Egyetem